# Pachymerus sveni
Pachymerus sveni is een keversoort uit de familie bladkevers (Chrysomelidae). De wetenschappelijke naam van de soort werd in 1993 gepubliceerd door Nilsson & Johnson.